# Виллози
Ви́ллози (фин. Villasi) — городской посёлок в Ломоносовском районе Ленинградской области, административный центр Виллозского городского поселения.

## История
На «Топографической карте окрестностей Санкт-Петербурга» Военно-топографического депо Главного штаба 1817 года обозначена деревня Виллази из 11 дворов.
Деревня Вилози из 12 дворов упоминается на «Топографической карте окрестностей Санкт-Петербурга» Ф. Ф. Шуберта 1831 года.

ВИЛЛОЗИ — деревня принадлежит Дудергофскому её императорского величества имению, число жителей по ревизии: 26 м. п., 39 ж. п. (1838 год)

В пояснительном тексте к этнографической карте Санкт-Петербургской губернии П. И. Кёппена 1849 года она обозначена как деревня Willasi (Виллози, Вилози), а также указывается количество её жителей на 1848 год: эвремейсов — 21 м п., 29 ж. п., савакотов — 2 м. п., 8 ж. п., всего 60 человек.

ВИЛОЗИ — деревня Дудергофского её величества имения, по почтовому тракту, число дворов — 11, число душ — 25 м. п. (1856 год)

В 1860 году деревня Вилози насчитывала 11 дворов.

ВИЛЛЮЗИ — деревня удельная близ Дудергофского озера, по левую сторону шоссе от Красного Села в Гатчину в 20 верстах от Царского Села, число дворов — 11, число жителей: 27 м. п., 34 ж. п. (1862 год)

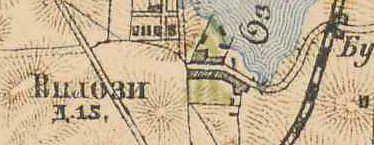
Деревня Виллози на карте 1885 года

В 1885 году, согласно карте окрестностей Петербурга, деревня насчитывала 15 дворов. Сборник же Центрального статистического комитета описывал её так:

ВИЛЛОЗИ — деревня бывшая владельческая, дворов — 15, жителей — 64; лавка. (1885 год)

В конце XIX — начале XX века деревня административно относилась к Дудергофской волости 3-го стана Царскосельского уезда Санкт-Петербургской губернии. Население деревни было исключительно финским.
К 1913 году количество дворов увеличилось до 25.
С 1917 по 1923 год деревня Виллози входила в состав Пикколовского сельсовета Дудергофской волости Детскосельского уезда.
С 1923 года в составе Красносельской волости Троцкого уезда.
С 1924 года в составе Дудергофского сельсовета.
Согласно данным переписи населения СССР 1926 года в деревне Виллази проживали 216 человек — большинство финны, а также эстонцы и русские.
С 1927 года в составе Урицкого района.
В 1928 году население деревни Виллози также составляло 216 человек.
С 1930 года в составе Ленинградского Пригородного района.
По данным 1933 года деревня называлась Вилози и входила в состав Дудергофского финского национального сельсовета Ленинградского Пригородного района.

План деревни Виллози. 1939 год

Согласно топографической карте 1939 года деревня называлась Вилози и насчитывала 48 дворов.
С 1936 года в составе Красносельского района.
С 1939 года в составе Горского сельсовета.
С 1 августа 1941 года по 31 января 1944 года деревня находилась в оккупации.
С 1955 года в составе Ломоносовского района.
С 1963 года в составе Гатчинского района.
С 1965 года вновь в составе Ломоносовского района. В 1965 году население деревни Виллози составляло 861 человек.
По данным 1966 года деревня также находилась в составе Горского сельсовета.
По данным 1973 года в деревне располагалась центральная усадьба совхоза имени Жданова.
По данным 1990 года в деревне Виллози проживали 2186 человек. Деревня являлась административным центром Горского сельсовета, в который входили 12 населённых пунктов: деревни Аропаккузи, Вариксолово, Виллози, Кавелахта, Карвала, Малое Карлино, Мурилово, Мюреля, Перекюля, Пикколово, Рассколово, Ретселя, Саксолово, общей численностью населения 4640 человек.
В 1997 году в деревне Виллози Горской волости проживали 2593 человека, в 2002 году — 3064 человека (русские — 90 %).
В 2007 году в деревне Виллози Виллозского сельского поселения — 2988.
10 января 2017 года деревня Виллози была преобразована в посёлок городского типа.

## География
Деревня расположена в восточной части района к юго-востоку от административного центра района — города Ломоносов на автодороге 41К-010 (Красное Село — Павловск) в месте примыкания к ней автодороги 41К-632 (Виллози — Аропаккузи). Расстояние до районного центра — 60 км.
Расстояние до ближайшей железнодорожной станции Дудергоф — 1 км.
Деревня вплотную примыкает к территории Красносельского района Санкт-Петербурга.
Деревня находится на юго-западном берегу Дудергофского озера.

## Демография
| 1862  | 1997  | 2002  | 2007  | 2010  | 2017  | 2018  |
| ----- | ----- | ----- | ----- | ----- | ----- | ----- |
| 61    | ↗2593 | ↗3064 | ↘2988 | ↗3865 | ↘3191 | ↗4239 |
| 2019  | 2020  | 2021  | 2023  | 2024  | 2025  |       |
| ↘4227 | ↗4544 | ↘3113 | ↘3091 | ↘3019 | ↗3044 |       |

По переписи 2010 года мужчины составляли 53,6 % населения, женщины — 46,4 %.

## Инфраструктура
В деревне есть, как частный сектор, так и многоэтажные жилые дома.

## Достопримечательности
- Комплекс станции водопровода времён Первой мировой войны (инженеры И. И. Келер и Б. Фон-дер-Флаас)[38].
- Так называемый Царский валик, холм высотой около четырёх метров и длиной примерно сорок метров, который был насыпан для того, чтобы император оттуда наблюдал за смотрами и маневрами войск во время Красносельских лагерных сборов[39].

## Фото

Виллози. 2021 год
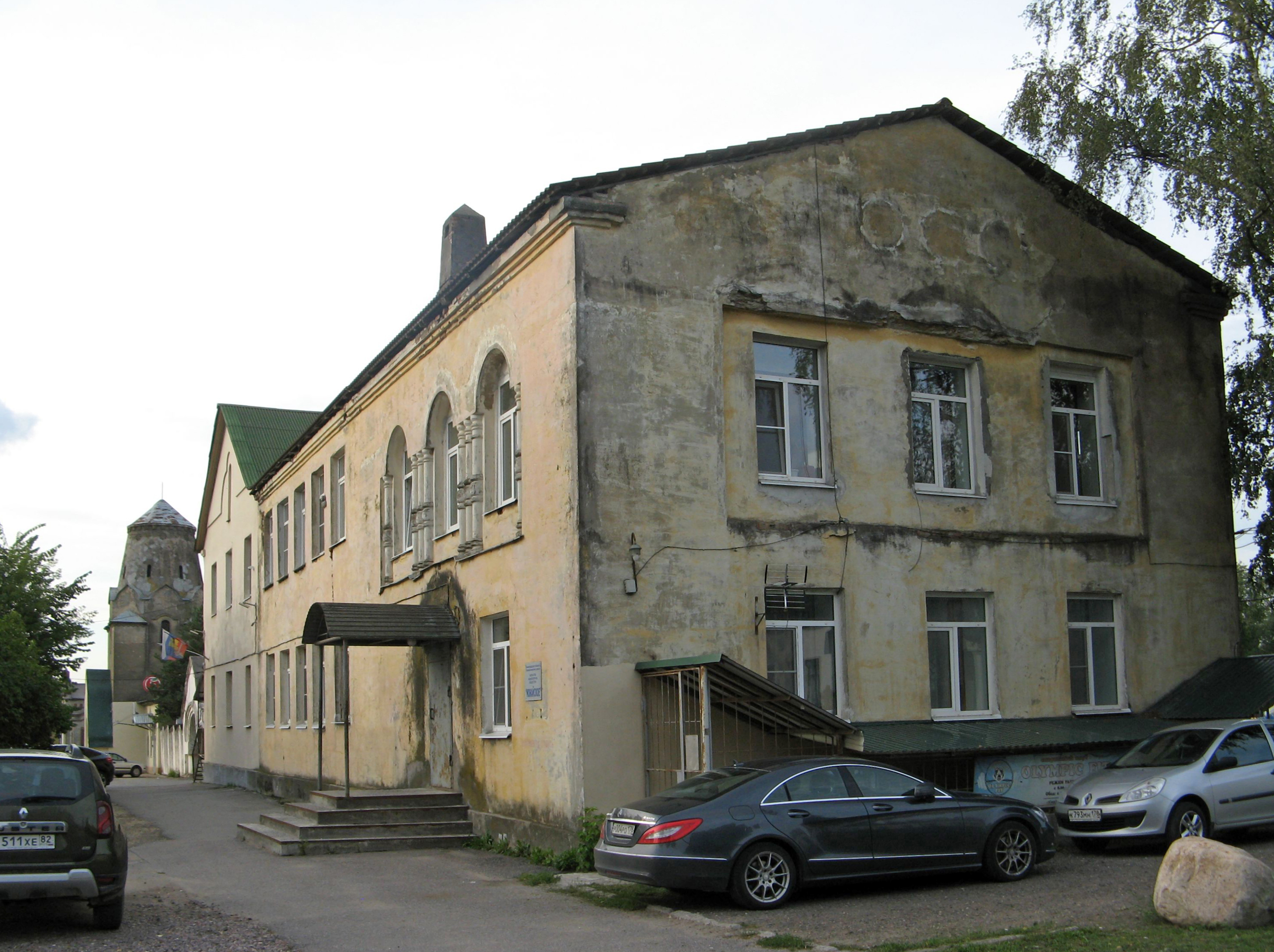
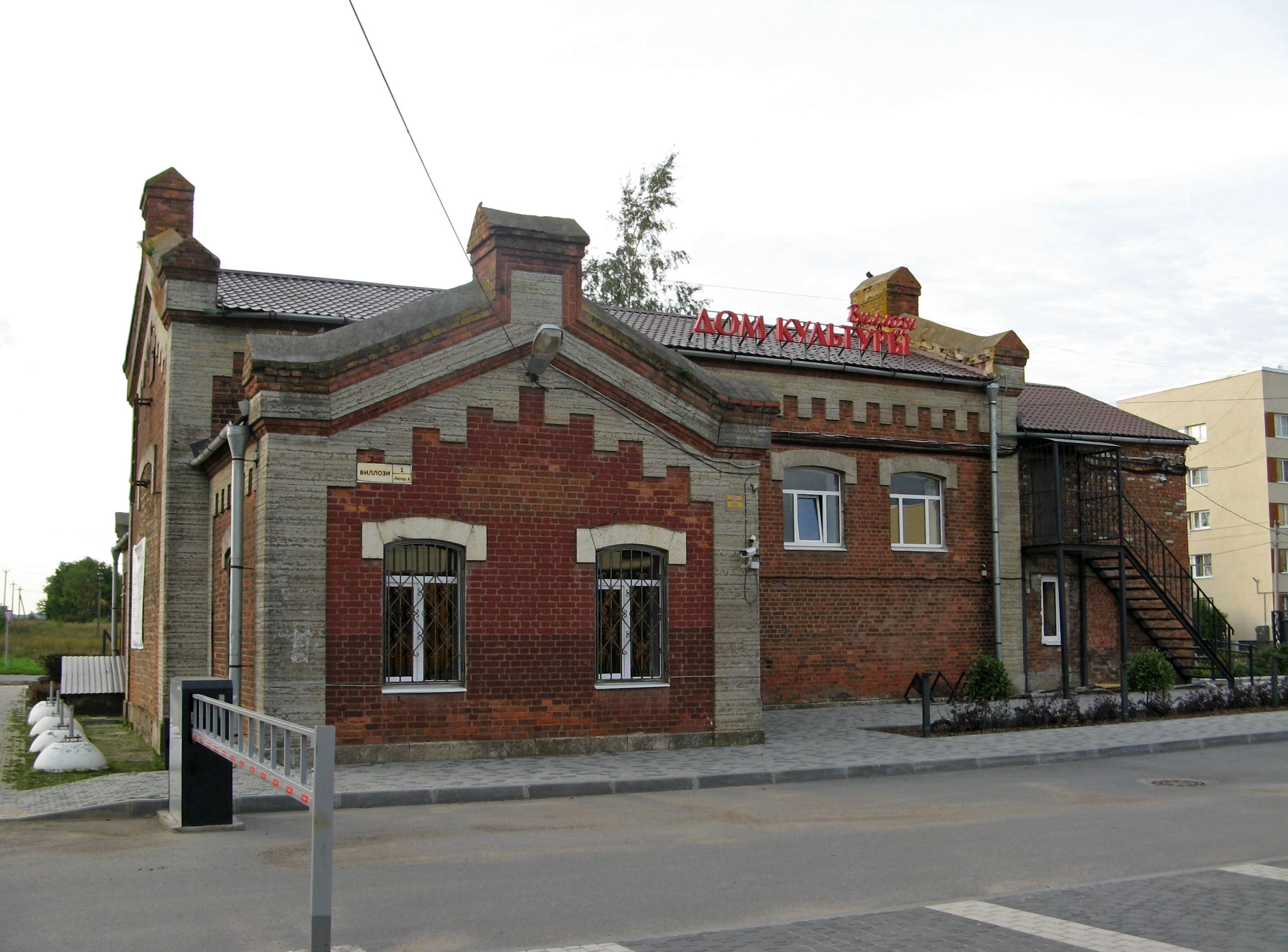
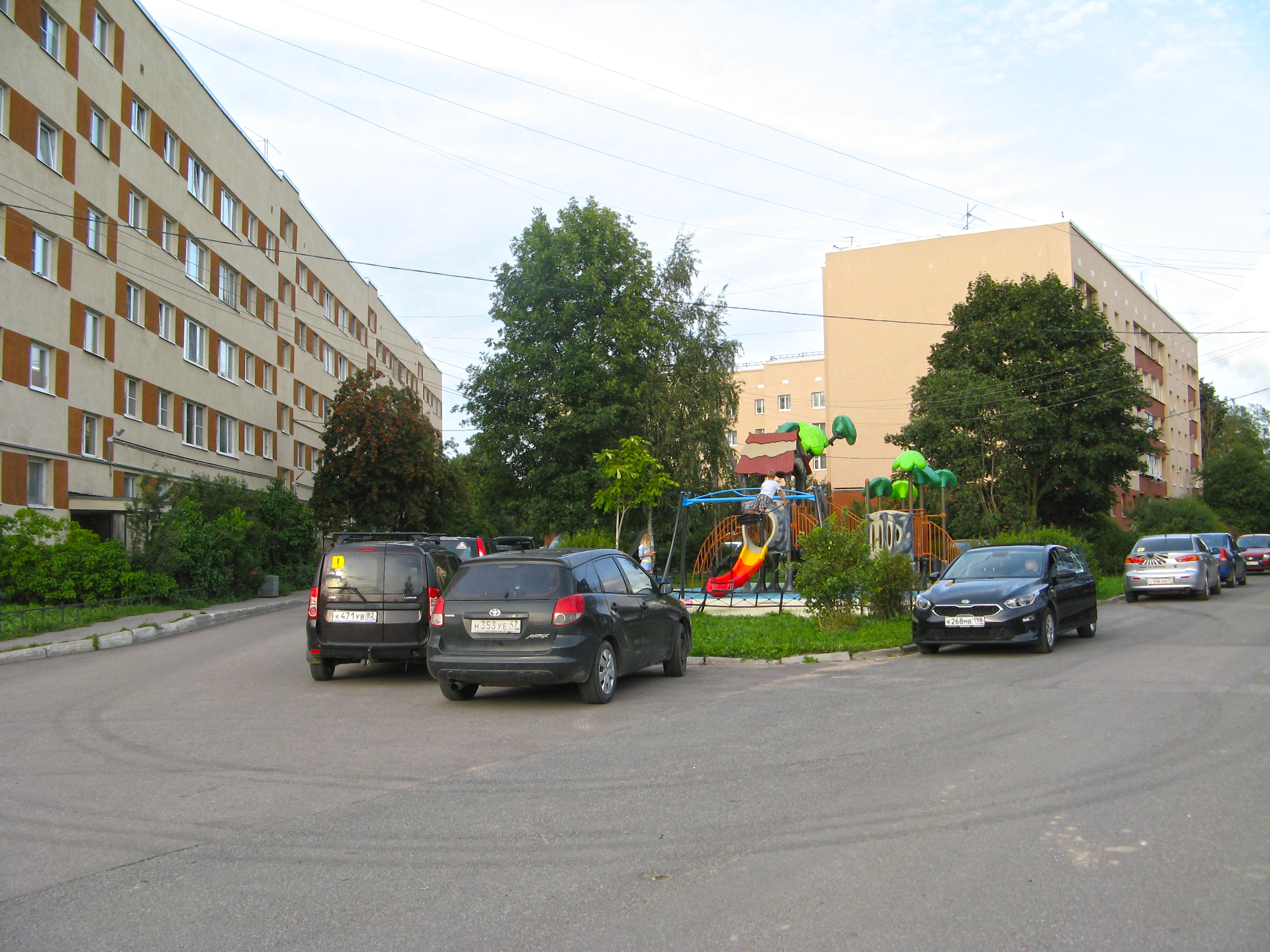

## Транспорт
Через деревню проходит автомобильная дорога Н96 Красное Село — Гатчина — Павловск.
К северо-востоку от деревни расположена станция Дудергоф Балтийской ветки Октябрьской железной дороги.
Через деревню проходят следующие автобусные маршруты:
| №   | Конечная остановка 1       | Конечная остановка 2          | Примечания |
| --- | -------------------------- | ----------------------------- | --- |
| 477 | Станция Красное Село       | Виллози                       | Социальный автобусный маршрут города Санкт-Петербурга. Оплата наличными не принимается, возможна активация отложенного пополнения карты «Подорожник» |
| 546 | Станция Тайцы              | Кировский завод               | Маршрут Гатчинского района |
| 631 | Гатчина, Варшавский вокзал | Проспект Ветеранов            | Маршрут Гатчинского района |
| 636 | Ретселя, Туутари-Парк      | Ломоносов, Владимирская улица | Маршрут Ломоносовского района |

## Организации
- ГДОУ «Детский сад № 25»
- ДК «Виллози»

## Улицы
Гатчинское шоссе.